# 夏努夫
夏努夫是波蘭的城鎮，位於該國西北部，距離科沙林5公里，由西波美拉尼亞省負責管轄，面積15.93平方公里，該鎮自十九世紀是工業中心，2006年人口6,543。

## 外部連結
- Official town webpage （页面存档备份，存于）
- Map from mapa.szukacz.pl （页面存档备份，存于）

54°13′N 16°18′E / 54.217°N 16.300°E